# Ohatchee (Alabama)
Ohatchee é uma cidade  localizada no estado americano de Alabama, no Condado de Calhoun.

## Demografia
Segundo o censo americano de 2000, a sua população era de 1215 habitantes.
Em 2006, foi estimada uma população de 1227, um aumento de 12 (1.0%).

## Geografia
De acordo com o United States Census Bureau, a localidade tem uma área de 15,7 km², dos quais 15,6 km² cobertos por terra e 0,1 km² cobertos por água. Ohatchee localiza-se a aproximadamente 155 m acima do nível do mar.

## Localidades na vizinhança
O diagrama seguinte representa as localidades num raio de 24 km ao redor de Ohatchee.